# 德欽火車總站
德欽火車總站（捷克語：Děčín hlavní nádraží）是位於捷克拉貝河畔烏斯季州杰钦的鐵路車站。

## 車站概況
該車站於1850年啟用，位於傑欽—貝內紹夫納德普盧奇尼奇—倫布爾克鐵路、布拉格—烏斯季—傑欽鐵路、傑欽—德累斯頓—新城鐵路和傑欽—舊日霍夫烏杜赫佐瓦鐵路上。火車服務由捷克鐵路和其他業者營運。